# Río Claro (vattendrag i Chile, Región del Maule, lat -35,46, long -71,88)
Río Claro är ett vattendrag  i Chile.   Det ligger i regionen Región del Maule, i den södra delen av landet, 250 km sydväst om huvudstaden Santiago de Chile.
Omgivningen kring  Río Claro består i huvudsak av gräsmarker och området är  ganska glesbefolkat, med 25 invånare per kvadratkilometer.